# فيروس لانغات
فيروس لانغات هو فيروس من جنس الفيروسة المصفرة. اكتشف الفيروس أو مرة في ماليزيا وتايلاند

## التصنيف
يصنف فيروس لانغات ضمن جنس الفيروسة المصفرة. هذا الجنس يضم فيروسات أخرى مثل فيروس داء غابة كياسانور وفيروس حمى أومسك النزفية وفيروس الداء القفزي وفيروس التهاب الدماغ المحمول بالقراد وفيروس الخرمة.

## الأمراض
لا يعرف لفيروس لانغات أي مرض يمكن حدوثه عند الإنسان، لكن اكتشفت أجسام مضادة ضد الفيروس في مصل بعض الناس.

## الاستخدامات
استخدم فيروس لانغات الموهن في إنتاج لقاح ضد فيروس التهاب الدماغ المحمول بالقراد خلال سبعينات القرن العشرين. في الفترة ذاتها أجريت تجارب على لقاح آخر، لكن اللقاح المنتج من فيروس لانغات أدى إلى نسبة وفيات أقل. هذا اللقاح واجه مشكلتين كبيرتين، وهما النسبة العالية لحدوث التهاب الدماغ (1:10000) وإنه لا يمنح وقاية تامة من المرض.

## التسمية
يعود سبب تسمية الفيروس إلى نهر لانغات في ماليزيا.